# Galearis fauriei
Galearis fauriei là một loài thực vật có hoa trong họ Lan. Loài này được (Finet) P.F.Hunt mô tả khoa học đầu tiên năm 1971.

## Hình ảnh

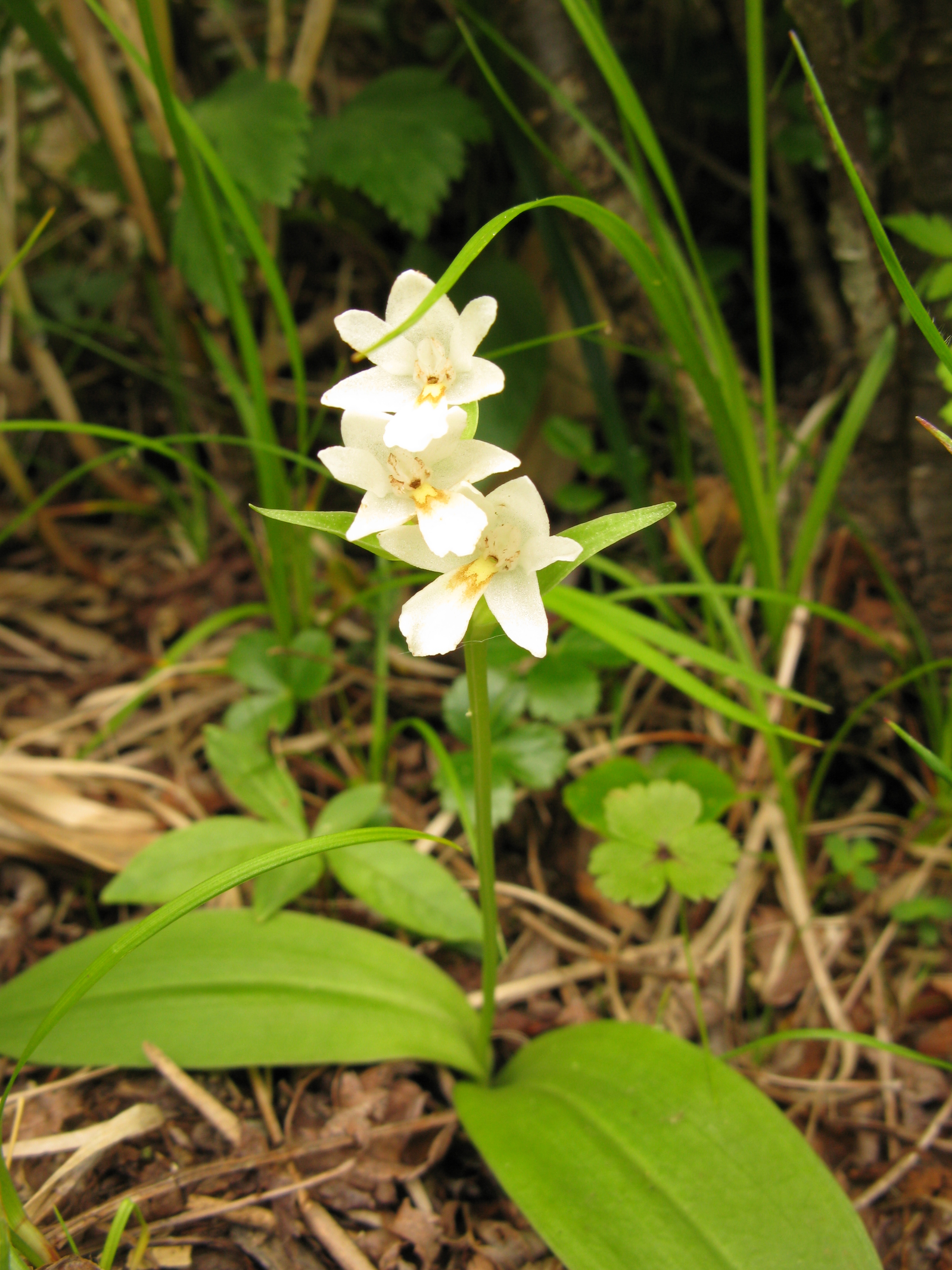
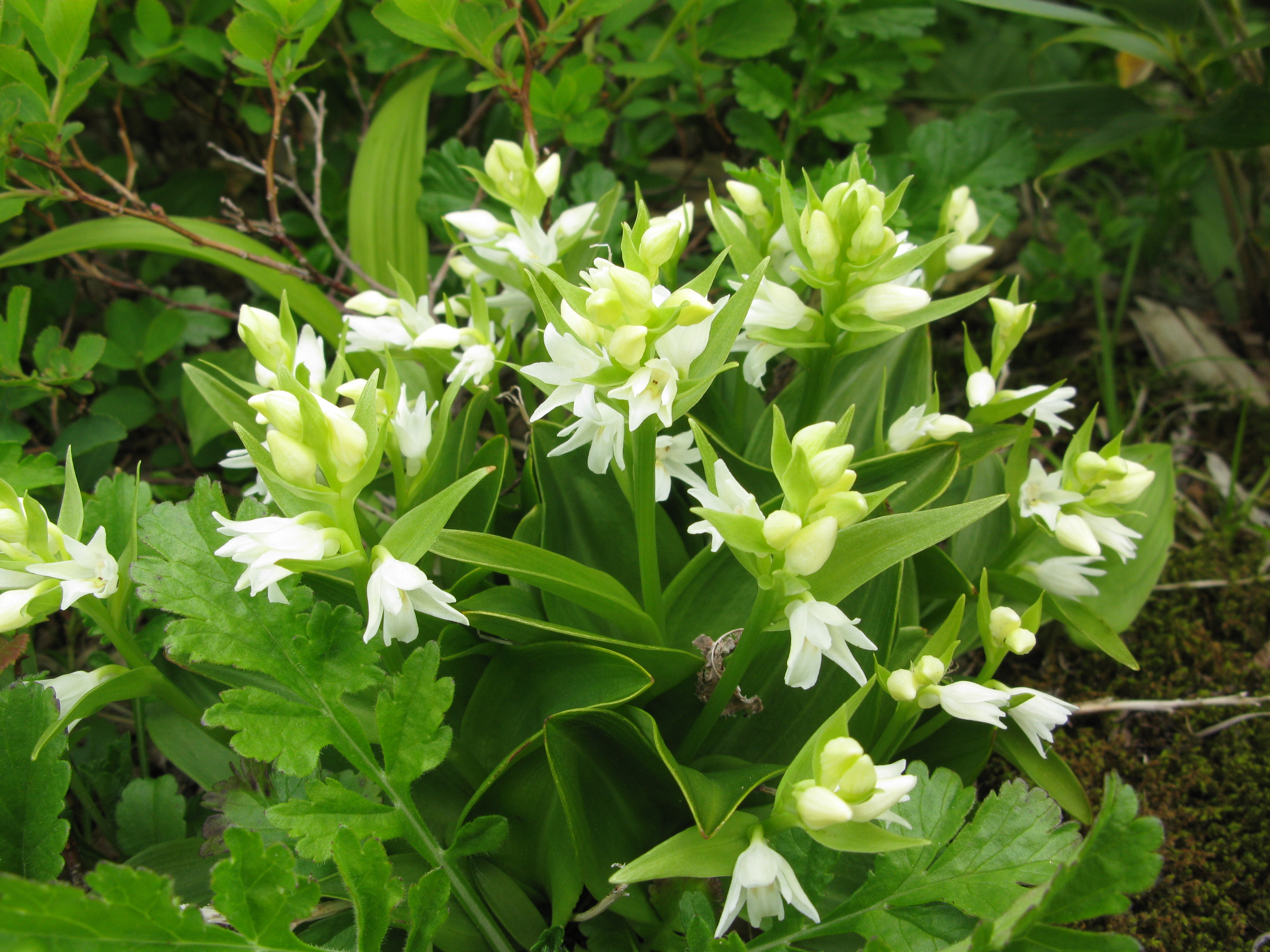